# Standing on the Shoulder of Giants
《Standing on the Shoulder of Giants》는 2000년 2월 28일에 발매된 영국의 록 밴드 오아시스의 네 번째 스튜디오 음반이다. 음반이 나오기 전해인 1999년 오아시스의 창립 멤버였던 폴 "본헤드" 아더스(Paul "Bonehead" Arthurs)와 폴 "귁시" 맥기건(Paul "Guigsy" McGuigan)이 탈퇴하고, 새 프로듀서인 마크 스텐트(Mark Stent)가 고용된 상태였다. 이러한 변화의 결과 이 음반의 톤은 일렉트로니카와 사이키델릭의 영향을 받아 보다 실험적으로 바뀌었다. 이 음반의 한층 어두워진 느낌과 사이키델릭한 사운드(특히 인도풍의 〈Who Feels Love?〉, 프로그레시브한 〈Gas Panic!〉, 일렉트로니카 〈Go Let It Out〉등의 곡)는 브릿팝 그 자체였던 오아시스의 이전 음반들과의 단절을 의미했다.
이 음반은 발매 첫 주 31만 장이 판매되며 영국에서 역대 6번째로 단기간에 많이 팔린 음반이 되었다. 또한 오아시스의 4번째 영국 차트 1위 음반이지만, 결국 전 세계적으로 3백만 장만이 팔리며 오아시스의 음반 중 가장 낮은 판매량을 기록한 음반 중 하나이기도 하다.

## 트랙 목록
표시된 곡을 제외하고는 모두 노엘 갤러거가 작곡하였다.
1. 〈Fuckin' in the Bushes〉- 3:18
2. 〈Go Let It Out〉- 4:38
3. 〈Who Feels Love?〉- 5:44
4. 〈Put Yer Money Where Yer Mouth Is〉- 4:27
5. 〈Little James〉(리암 갤러거) - 4:15
6. 〈Gas Panic!〉- 6:08
7. 〈Where Did It All Go Wrong?〉-4:26
8. 〈Sunday Morning Call〉- 5:12
9. 〈I Can See a Liar〉- 3:12
10. 〈Roll It Over〉- 6:31

## 싱글 앨범
| 싱글 앨범 |
| --- |
| 〈Go Let It Out〉 - 발매일: 2000년 2월 7일 - 작사/곡: 노엘 갤러거 - 프로듀서: 오아시스, 마크 스텐트 - 차트 최고 순위: 1위 (영국), 1위 (아일랜드) |
| 〈Who Feels Love?〉 - 발매일: 2000년4월 17일 - 작사/곡: 노엘 갤러거 - 프로듀서: 오아시스, 마크 스텐트 - 차트 최고 순위: 4위 (영국)               |
| 〈Sunday Morning Call〉 - 발매일: 2000년7월 3일 - 작사/곡: 노엘 갤러거 - 프로듀서: 오아시스, 마크 스텐트 - 차트 최고 순위: 4위 (영국)            |

## 기타 정보
- 음반의 제목은 "내가 남들보다 더 멀리 보아왔다면, 그것은 거인들의 어깨 위에 서 있었기 때문이다(If I can see further than anyone else, it is only because I am standing on the shoulders of giants)"라는 아이작 뉴턴의 편지 문구에서 따온 것이다. 노엘 갤러거는 술집에서 새로 나온 2 파운드짜리 동전에 새겨진 위 문구를 보고 너무나 맘에 들었고, 오아시스의 새 음반 제목으로 적당하다고 생각했다. 그래서 몹시 취한 상태로 담배갑에 그 문구를 적어두었는데, 아침에 일어나 보니 "Standing on the Shoulder of Giants — A bum Title"이라고 적혀있었다. ("Shoulders"에서 "s"가 빠져 단수가 되어버림. 거인들이 복수인데 어깨는 단수가 되니 가장 기본적인 문법이 틀린 것. 또 "Album Title"에서 "l"이 빠진 "A bum title", 즉 "부랑자 제목, 혹은 엉덩이 제목"이란 우스운 말을 써둔 것) 틀린 것을 알았지만 재밌다고 생각했는지 음반 제목은 그대로 나가게 됐다. 또 제목이 너무 길다는 지적도 있었지만, 노엘은 "《(What's the Story) Morning Glory?》때도 다들 길다고 했다"며 웃어넘겼다.[1]
- 음반이 발매되기 전에 본헤드와 귁시가 탈퇴했기 때문에, 법적인 이유로 그들의 파트를 재녹음해야 했고, 노엘이 그들이 연주했던 기타와 베이스 파트를 대부분 재녹음했다. 따라서 이 음반에는 갤러거 형제와 앨런 화이트만이 참여했으며, 음반 속지에도 그렇게 표기되어 있다.
- 음반 표지는 록펠러 센터 옥상에서 찍은 뉴욕 사진으로 꾸며져있다. 이 사진에는 엠파이어 스테이트 빌딩과 세계 무역 센터도 보인다. 이 사진을 보면 하루 중 어느 시간대에 찍었다고 말하기가 어려운데, 18시간 동안 30분마다 똑같은 위치에서 사진을 찍고, 이를 디지털화하여 원래 사진과 합치는 방법으로 이런 효과를 얻게 된 것이다. 그 외의 특수한 시각효과는 사용되지 않았다.
- 이 음반은 오아시스의 음반 중 유일하게 《Q》잡지 2006년 4월호에서 선정한 "최악의 음반 50위"에 포함됐다. "밴드의 슬럼프 기간 중 최저점"이라는 설명과 함께 46위에 위치한 것이다. 이 소식을 접한 노엘은 "비록 이 음반이 우리 최고 작품은 아니지만, 힘든 시기를 극복하고 나온 괜찮은 음반이다. 나는 이 음반을 위해 그 이전/이후의 어떤 음반보다 더 열심히 작업했다"고 말했다. 재미있는 사실은 발매 당시 《Q》에서는 이 음반에 대해 호평을 했고, "2000년 최고의 음반 50위"에 포함시켰다는 사실이다.
- B 사이드 곡 중 주목할 만한 곡으로 〈Let's All Make Believe〉가 있다. 이 곡은 〈Go Let It Out〉싱글에 수록된 곡으로 오아시스의 가장 훌륭한 곡 중 하나로 꼽히고 있다. 《Q》잡지 2007년 2월호에서는 이 곡을 "잃어버린 곡 중 가장 위대한 곡"이라고 표현했으며, 만일 이 곡이 4집에 포함되었다면 음반 리뷰에 별 하나가 더 추가되었을 것이라고 썼다. (현재 리뷰가 별 4개이므로 하나 더 추가되면 5개 만점이 된다.)

## 데모
2000년 1월 이 음반의 데모 세션 부틀렉(bootleg)이 인터넷에 유출되었다. 대부분의 곡들은 노엘 갤러거가 몇몇 친구들의 도움을 얻어 자신의 자택인 수퍼노바 하이츠(Supernova Heights)의 홈스튜디오와 오아시스 소유의 휠러 엔드 스튜디오(Wheeler End Studios complex)에서 녹음했다. 〈Little James〉를 제외하고는 모든 곡을 노엘이 작곡했다.
데모 부틀렉의 트랙 목록은 다음과 같다.
1. 〈Carry Us All〉
2. 〈Who Feels Love?〉
3. 〈Fuckin' in the Bushes〉
4. 〈Little James〉
5. 〈Gas Panic!〉
6. 〈Put Yer Money Where Yer Mouth Is〉
7. 〈Sunday Morning Call〉
8. 〈I Can See a Liar〉
9. 〈Go Let It Out〉
10. 〈Roll It Over〉
11. 〈Revolution Song〉
12. 〈Where Did It All Go Wrong?〉
13. 〈(As Long As They've Got) Cigarettes in Hell〉
14. 〈Just Getting Older〉
15. 〈Let There Be Love〉

유출 당시 네 곡 (〈Carry Us All〉,〈Revolution Song〉,〈Just Getting Older〉,〈Let There Be Love〉)은 4집 및 〈Go Let It Out〉싱글의 B 사이드에도 포함되지 않을 예정이었다. 또한 파올로 휴잇(Paolo Hewitt)이 1999년에 쓴 책 〈Forever the People - Six Months on the Road with Oasis〉에서 언급된 〈Revolution Song〉을 제외한 세 곡은 전혀 보도되거나 언급된 적 없는 곡들이었다. 그래서 부틀렉을 들은 사람들은 이 네 곡에서 반복되는 가사를 근거로 추측하여 가제(假題)를 붙였다. 〈Carry Us All〉과 〈Just Getting Older〉는 추측이 맞았으나, 〈Revolution Song〉은 "Solve My Mystery"로 〈Let There Be Love〉는 "It's a Crime"이라는 제목으로 불렸었다. 〈Let There Be Love〉는 6집 《Don't Believe the Truth》에서 제목을 확인할 수 있었고, 〈Revolution Song〉은 노엘이 2000년 2월 23일 《멜로디 메이커》와의 인터뷰에서 "〈Revolution Song〉이란 곡의 데모를 만들었지만 블러가 비슷한 사운드의 곡(〈Tender〉)을 내놓는 바람에 정식 출시를 못했다"고 밝힘으로써 원제(原題)가 확인되었다.
현재 〈Revolution Song〉만이 정식 발매되지 않은 상태이다.